# Zelda Rubinstein
Zelda Rubinstein, née le 28 mai 1933 à Pittsburgh, Pennsylvanie, et morte le 27 janvier 2010 à Los Angeles, Californie, est une actrice américaine, également militante des droits de l'Homme.

## Biographie
Elle est connue pour son rôle de Tangina Barrons dans le film Poltergeist, pour lequel elle a été lauréate d'un Saturn Award de la meilleure actrice dans un second rôle en 1983. Elle apparaît également dans ses deux suites.
Elle se distinguait notamment par sa petite taille (1,30 m).

## Filmographie

### Cinéma
- 1981 : Under the Rainbow de Steve Rash : Iris
- 1982 : Poltergeist de Tobe Hooper : Tangina Barrons
- 1983 : Frances de Graeme Clifford : Une patiente
- 1983 : A Chip of Glass Ruby : Daughter
- 1984 : Seize Bougies pour Sam (Sixteen Candles) de John Hughes : Une organisatrice
- 1986 : Poltergeist 2 de Brian Gibson : Tangina Barrons
- 1987 :  Angoisse de Bigas Luna : Alice Pressman (old movie)
- 1988 : Poltergeist 3 de Gary Sherman : Tangina Barrons
- 1989 : Teen Witch, les malheurs d'une apprentie sorcière de Dorian Walker : Madame Serena
- 1991 : Guilty as Charged de Sam Irvin : Edna
- 1994 : Last Resort : Une vieille ermite
- 1995 : Timemaster de James Glickenhaus : Betting Clerk
- 1996 : Lover's Knot : Une femme dans la clinique
- 1996 : Little Witches : Mère Clodah
- 1997 : Critics and Other Freaks : La directrice du théâtre
- 1997 : Mama Dolly : Mama Dolly
- 1998 : Sinbad: The Battle of the Dark Knights : Princesse Shalazar
- 1999 : Frank in Five : Une serveuse
- 2000 : Maria & Jose : Un docteur
- 2002 : Wishcraft de Danny Graves et Richard Wenk : L'examinatrice médical
- 2004 : The Wild Card : Mme Stanfield
- 2005 : Cages : Liz
- 2005 : Angels with Angles : Zelda l'ange
- 2006 : Unbeatable Harold : Bunny
- 2006 : Southland Tales de Richard Kelly : Dr. Katarina Kuntzler
- 2006 : Derrière le masque (Behind the Mask: The Rise of Leslie Vernon) : Mme Collinwood

### Télévision
- 1980 : The Flinstone Comedy Show (série télévisée) : Atrocia Frankenstone (Voix)
- 1983 : Matt Houston (série télévisée) : Une fleuriste
- 1984 : Les Petits Génies (Whiz Kids) (série télévisée) : Madame Zerleena
- 1984 : Santa Barbara (série télévisée) : La patiente
- 1987 : The Tortellis (série télévisée) : Cookie Detzer
- 1987 : Faerie Tale Theatre (série télévisée) : Une vieille femme
- 1987 : Sable (série télévisée) : Sœur Glory
- 1990 : Mr. Belvedere (série télévisée) : Murphy
- 1991 : The Gambler Returns: The Luck of the Draw (Téléfilm) : Butterfingers O'Malley
- 1992 : Les contes de la crypte (Tales from the Crypt) (série télévisée) : Nora épisode La Dernière Emission
- 1992 : Stormy Weathers (en) (Téléfilm) : Rosamund
- 1992-1994 : Un drôle de shérif (Picket Fences) (série télévisée) : Ginny Weedon
- 1993 : Roses mortelles (Acting on Impulse) (Téléfilm) : Nosy Lady
- 1996 : Poltergeist : Les Aventuriers du surnaturel (Poltergeist: The Legecy) (série télévisée) : Christina
- 1997 : Martin (série télévisée) : Nurse Froyd
- 1997 : Chock 2 - Kött (Téléfilm) : La mère
- 1998 : Caroline in the City (série télévisée) : Phyllis
- 1999 : Hé Arnold ! (Hey Arnold!) (série télévisée) : La mère de Patty
- 2000 : Le Caméléon (The Pretender) (série télévisée) : La lady dans le magasin
- 2001 : The Flintstones: On the Rocks (Téléfilm) : Une psychiatre (Voix)
- 2000-2006 : The Scariest Places on Earth (série télévisée) : La narratrice